# Susos Turm
Susos Turm (Originaltitel: La Torre de Suso) ist eine spanische Filmkomödie. Sie wurde 2006 unter der Regie von Tom Fernández gedreht und beim Festival Internacional de Cine de San Sebastián am 26. September 2007 erstmals gezeigt. In Deutschland war der Kinostart am 17. September 2009.

## Handlung
Weil sein Freund Suso an einer Überdosis gestorben ist, reist Cundo aus Argentinien in seine alte spanische Heimat zurück, um bei der Beerdigung dabei zu sein. Er kommt bei seinen Eltern unter, die er schon seit Jahren nicht mehr gesehen hat. Nachdem er mit seinen drei verbliebenen Freunden Fernando, Mote und Rico ein Besäufnis zu Susos Ehren veranstaltet, entdeckt er in Susos Haus zahlreiche Skizzen eines Turms. In dem Glauben, die Errichtung dieses Turmes sei Susos letzter Wille gewesen, setzt Cundo alles daran, ihm diesen Wunsch zu erfüllen. Nach anfänglicher Skepsis helfen seine Freunde ihm dabei. Als der sieben Meter hohe Holzturm schließlich neben Susos Haus errichtet ist, wird er jedoch von Susos Bruder wieder abgerissen, da dieser das Grundstück geerbt hat und nichts mit den Freunden zu tun haben will. Dennoch ist Suso (dessen Stimme den Film aus dem Off begleitet) zufrieden, da seine Freunde die Welt jetzt einmal „von oben gesehen haben“.

## Produktion
Susos Turm wurde vom 4. September bis zum 18. Oktober 2006 bei Mieres, Aller und Castrillón in der Region Asturien gedreht.

## Synchronisation
Die deutsche Synchronisation stammt von der TaunusFilm Synchron GmbH aus Berlin. Das Dialogbuch und die Dialogregie stammen von    Beate Klöckner.
| Rolle    | Schauspieler          | Deutscher Synchronsprecher |
| -------- | --------------------- | -------------------------- |
| Cundo    | Javier Cámara         | Olaf Reichmann             |
| Fernando | Gonzalo de Castro     | Marcus Off                 |
| Pablo    | José Luis Alcobendas  | Bernd Vollbrecht           |
| Tino     | Emilio Gutiérrez Caba | Axel Lutter                |

## Rezeption
„Was vordergründig wie eine Buddy-Komödie klingt, erweist sich tatsächlich als eine melancholisch grundierte, mit viel Understatement inszenierte Parabel über das Scheitern menschlicher Beziehungen. [...] Umso überraschender, dass Fernandez seine Geschichte unvermittelt in ein Happy End münden lässt. Friede, Freude, Schwangerschaft, die bürgerliche Familie als Ziel aller Träume. Am Ende sitzen die gezähmten Machos mit ihren Familien um den Tisch. Und man fragt sich, warum Fernández mit dieser spießigen Botschaft den fröhlich-anarchischen Grundzug seines Films torpediert.“

„Es wäre leicht, „Susos Turm“ als banal zu bezeichnen, als unoriginell und abgestanden. Denn auf den ersten Blick passiert in den 100 Minuten des Films wenig. Weder Missverständnisse noch Streits oder Trinkgelage werden besonders in den Vordergrund gestellt. Es gibt kaum dramatische Momente, die Konflikte werden unterschwellig geschildert und aufgelöst, den ganzen Film durchzieht eine sehr beiläufige, entspannte Aura. Das ist nicht unbedingt weltbewegend, stilistisch auch eher konventionell in Szene gesetzt, aber dennoch wahrhaftig. Auch wenn sich die zahlreichen kleinen Konflikte am Ende etwas zu einvernehmlich auflösen, bleibt „Susos Turm“ ein durch und durch sympathischer kleiner Film, voller präzise gezeichneter Figuren und angenehm unaufgesetztem Humor.“

## Auszeichnungen
- Nominierungen beim Goya von 2008[7]:
  - „Bester Nachwuchsdarsteller“ – Gonzalo de Castro
  - „Bester Nachwuchsregisseur“ – Tom Fernández